# Belmond, Iowa
Belmond là một thành phố thuộc quận Wright, tiểu bang Iowa, Hoa Kỳ. Năm 2010, dân số của thành phố này là 2376 người.

## Dân số
Dân số qua các năm:
- Năm 2000: 2560 người.
- Năm 2010: 2376 người.